# Jörg Nowotny
Jörg Nowotny (* 27. Dezember 1968 in Halle (Saale)) ist ein ehemaliger deutscher Fußballspieler. In der höchsten Spielklasse des DDR-Fußballs, der Oberliga, spielte er für den HFC Chemie.

## Sportliche Laufbahn
Jörg Nowotny spielte bis 1980 bei der BSG WBK 67 Halle-Neustadt, dem heutigen FSV 67 Halle und wechselte dann in den Nachwuchs des Halleschen FC Chemie. Hier schaffte er Ende der 1980er-Jahre den Sprung in das Oberligateam, mit dem er sich nach der Wiedervereinigung Deutschlands in der letzten eigenständigen Saison des ostdeutschen Erstligafußballs für die Premierensaison der gesamtdeutschen 2. Bundesliga qualifizierte. In der Saison 1989/90 hatte er im Rahmen der damals möglichen Doppelspielgenehmigung oft parallel für den HFC Chemie in der Oberliga und für die BSG Chemie Buna Schkopau in der zweitklassigen Liga gekickt.
Im Sommer 1993 wechselte Nowotny zu Bayer 04 Leverkusen in die Bundesliga. Unter Trainer Dragoslav Stepanović kam er in nur vier Spielen zum Einsatz; gegen die Konkurrenz im Sturm, Paulo Sérgio, Andreas Thom, Ulf Kirsten und René Rydlewicz, konnte er sich jedoch nicht durchsetzen. Nach nur einem Jahr in Leverkusen wechselte er zum 1. FC Saarbrücken und spielte erneut in der 2. Bundesliga. Bei den Saarländern war er Stürmer Nummer drei hinter Joe-Max Moore und Mikuláš Radványi. In der Saison 1994/95 absolvierte er 20 Spiele und erzielte drei Tore. Da Saarbrücken keine Lizenz erhielt, musste der Verein in die Regionalliga absteigen. Im Sommer 1996 wechselte Nowotny zum KFC Uerdingen, mit dem er zwei weitere Jahre in der 2. Bundesliga spielte. Anschließend zog es ihn zum FC Carl Zeiss Jena, wo er seine Karriere im Sommer 2004 beendete.

## Weiterer Werdegang
Nowotny absolvierte ein Sportstudium und arbeitet in Gelsenkirchen bei medicos AufSchalke.